# 주세페 마달로니
주세페 마달로니(이탈리아어: Giuseppe Maddaloni, 1976년 7월 10일~)는 이탈리아의 유도 선수이다. 2000년 하계 올림픽 남자 라이트급에서 금메달을 획득했다.

## 경력
나폴리에서 태어났다. 아버지인 조반니도 유도 선수였으며, 어린 시절부터 아버지에게 유도를 배웠다. 아버지의 훈련 끝에 두각을 드러낸 마달로니는 이탈리아 청소년 유도 선수권 대회에서 13회 우승하는 등 유도 신동으로 주목받았다. 
1995년에 청소년 국가대표로 발탁되어 그 해 8월에 폴란드 체트니에보에서 열린 국제 청소년 유도 대회 3위에 올랐고, 1996년에는 선수 경력 처음으로 성인 국가대표팀에 발탁되었고 6월에 이탈리아 코리도니아에서 열린 트레 토리 국제 청소년 유도 대회에서 준우승을 차지했다. 같은 해 10월에 포르투갈 포르투에서 열린 1996년 세계 주니어 선수권 대회에서 브라질의 세바스치앙 페레이라의 뒤를 이어 은메달을 획득했다. 이후 11월에 모나코 몬테카를로에서 열린 1996년 유럽 주니어 선수권 대회에서는 5위를 기록했다.
2000년 9월 오스트레일리아 시드니에서 열린 2000년 하계 올림픽 라이트급 결승전에서 브라질의 치아구 카밀루를 꺾고 금메달을 획득하였다.